# Campeonato Africano de Atletismo de 2016 - Lançamento de disco masculino
A prova do lançamento de disco masculino do Campeonato Africano de Atletismo de 2016 foi disputada no dia 23 de junho  no Kings Park Stadium  em Durban, na África do Sul. Participaram da prova 6 atletas sendo que 4 concluíram a prova. 

## Recordes
Antes desta competição, os recordes mundiais e do campeonato nesta prova eram os seguintes:
|                       | Nome          | Nacionalidade     | Distância | Local             | Data                |
| --------------------- | ------------- | ----------------- | --------- | ----------------- | ------------------- |
| Recorde mundial       | Jürgen Schult | Alemanha Oriental | 74m 08cm  | Neubrandenburg    | 6 de junho de 1986  |
| Recorde do campeonato | Frantz Kruger | África do Sul     | 63m 85cm  | Brazzaville       | 14 de julho de 2004 |
| Recorde africano      | Frantz Kruger | África do Sul     | 70m 32cm  | Salon-de-Provence | 26 de maio de 2002  |

## Medalhistas
| Ouro                 | Prata               | Bronze                    |
| Russell Tucker (RSA) | Stephen Mozia (NGR) | Dewaald Van Heerden (RSA) |

## Cronograma
Todos os horários são locais (UTC+2). 
| Data        | Hora  | Evento |
| ----------- | ----- | ------ |
| 23 de junho | 17:45 | Final  |

## Resultado final
| Posição           | Atleta              | Nacionalidade | Distância | Notas |
| ----------------- | ------------------- | ------------- | --------- | ----- |
| Medalha de ouro   | Russell Tucker      | África do Sul | 61.44     |       |
| Medalha de prata  | Stephen Mozia       | Nigéria       | 59.16     |       |
| Medalha de bronze | Dewaald Van Heerden | África do Sul | 58.44     |       |
| 4                 | Mouaz Elsergany     | Egito         | 50.13     |       |
| 5                 | Luccioni Mve        | Gabão         | DNS       |       |
| 6                 | Franck Elemba       | Congo         | DNS       |       |

Legenda
| Recorde mundial       | Recorde mundial (World record)               |                       | Recorde africano                      | Recorde africano (African) |                                           | Q | Classificado por posição (Qualified) |
| Recorde do campeonato | Recorde do campeonato (Championship record)  | Recorde da América    | Recorde da América (Americas)         | q                          | Classificado por melhor tempo (Qualified) |   |                                      |
| Melhor marca do ano   | Melhor marca do ano (World leading)          | Recorde asiático      | Recorde asiático (Asian)              | DNS                        | Não largou (Did not start)                |   |                                      |
| Recorde nacional      | Recorde nacional (National record)           | Recorde europeu       | Recorde europeu (European)            | DNF                        | Não terminou (Did not finish)             |   |                                      |
| Recorde pessoal       | Recorde pessoal do atleta (Personal best)    | Recorde da Oceania    | Recorde da Oceania (Oceania)          | DSQ / DQ                   | Desclassificado (Disqualified)            |   |                                      |
| Recorde da temporada  | Recorde da temporada do atleta (Season best) | Recorde sul-americano | Recorde sul-americano (South America) | NM                         | Sem marca (No mark)                       |   |                                      |